# Сулайман ібн Абд аль-Малік
Сулайман ібн Абд аль-Малік (674—717) (араб. سليمان بن عبد الملك) — омеядський халіф.

## Життєпис
Був сином Абд аль-Маліка й молодшим братом свого попередника, Валіда I. Заснував місто Рамла.
Політичну кар'єру починав за правління свого старшого брата як намісник Палестини. Підтримував племінне угруповання яманітів. До влади прийшов за допомогою противників воєначальника ал-Хаджжаджа, який помер 714 року. Тому згодом Сулайман репресував і стратив багатьох прибічників померлого полководця, у тому числі таких видатних військовиків, як Кутайба бін Муслім і Мухаммед ібн аль-Касім ас-Сакафі.